# 席書
席書（1461年—1527年），字文同，號元山，四川遂寧縣（今四川遂寧市）人，祖籍山西臨汾。明朝政治人物。席書因上疏支持明世宗立生父為皇考，而成為大禮議事件重要核心人物。

## 生平

### 弘治、正德年间
弘治二年（1489年）己酉科四川鄉試舉人，弘治三年（1490年），席書聯登庚戌科進士，授山東郯城縣知縣。入為工部主事，調任戶部主事，升戶部員外郎。弘治十六年，雲南發生天變和地震，孝宗命侍郎樊瑩巡視。樊瑩回朝，上奏罷免監司以下三百多人。席書上疏反对，并请求改革，但當時孝宗沒有聽取其意見：
|  | 災禍異象關乎朝政，並不只是雲南。猶如人元氣內耗后，四肢才出現生瘡潰爛。朝廷事元氣，雲南是四肢。難道可以不顧產生毒害的根源，而只治四肢的末節么？如今宮廷的物品供應超過往年數倍，只坐食俸祿的官員數千人，被貶充當校尉的有數萬。在寺廟請僧道設壇祭祀無休止之日，織造頻繁，賞賜過度；皇親侵佔民田，宦官增派差遣不止；大案有冤情不敢辯駁，刑官也不敢申辯；有賢能的大臣不被起用，談論國事被貶的官吏也未能恢復官職；文武官員調動提升秩序混亂。災禍的警示，偶然外泄于雲南，卻因此讓遠方朝廷官員承擔責任，這又有何道理呢？漢朝派遣八位使者巡查全國，只有張綱稱：‘豺狼當道，為何責怪狐狸。’現在樊瑩以巡察為職責，不能彈劾外戚、大臣，卻惟獨考核罷免雲南官吏，放棄根本而追究細節。請求陛下將臣所稱的朝廷弊端一律革除，其他應當除去大弊，且應當命有關官員完全按照條上奏而改革。 |

武宗即位，席書外放河南按察司僉事。正德四年（1509年），改貴州提學副使。當時王守仁貶官龍場驛丞，席書從州縣中遴選子弟，延請王守仁講學，“陽明學說”從此聲名鵲起。正德六年（1511年），席書升任河南布政司右參政；正德八年（1513年），再升浙江按察司按察使。次年，連任山東布政司右布政使。正德十二年（1517年），改雲南右布政使；次年改福建左布政使。宸濠之亂時，席書緊急募兵兩萬參與征討。大軍抵達時，叛亂已經由王守仁平定，於是返回。不久，席書以都察院右副都御史身份巡撫湖廣等地，期間揭發鎮守中官李鎮、張暘假進貢及御鹽名斂財十餘萬等事。

### 嘉靖年間
嘉靖元年（1522年），席書改任南京兵部右侍郎。長江南北發生嚴重饑荒，席書奉命前往江北賑災，命州縣每十里設一粥廠，煮粥賑濟百姓，救活的人不計其數。
此前，席書在湖廣巡撫任內，見朝廷大禮議中諸事未定，於是揣測世宗傾向於張璁、霍韜的主張，於是獻言道：
|  | 過去宋英宗以濮王第十三子的身份過繼給宋仁宗為子嗣，如今陛下以與獻王長子身份入繼皇統。宋英宗過繼為子嗣是在他穿龍袍治理國政之時，而當今聖上入繼皇統是在武宗去世之後。議論的人以皇帝繼承武宗皇統，而您仍然是與獻王的兒子，所以另立世廟祭祀是合理的，張璁、霍韜的主張不為錯啊。然而沒有兩個皇帝的尊號。陛下和武宗按血統則是兄弟，按身份則是君臣。既然奉孝宗為宗廟之主，可以再有另外的稱號么？應當稱為‘皇考與獻王’，這是萬事不容更改的典故。禮臣多次堅持上奏，不為失當。然而，禮儀是以人情味根本，陛下貴為天子，如果賜福沒有尊稱，可以么？所以尊崇親母為皇后，上慰慈母，這是因為親情不能斷絕。為今日所議，應當定為‘皇考與獻帝’。應另在宮中設立宗廟，每年祭祀太廟后，仍然以祭祀天子禮儀祭祀，似乎是一種可行的方法。以另外的廟堂祭祀，則皇統端正而昭穆有序，尊以特殊名稱則顯得親情深厚而道義品節不至於喪失。尊崇尊長，親近親人，這可以並行不悖的。至於陛下母親應當稱為皇母后，不可以再加稱與獻。獻是諡號，豈能加于活著的人。 |

奏議寫完后，正逢朝中競相詆毀張璁之說為邪說，席書恐懼而不敢上奏，於是悄悄拿給桂萼看，得到桂萼的贊同。嘉靖三年（1524年）正月，桂萼將其上疏與席書此奏一同呈上。世宗大喜，立即召席書入京作答。不久，世宗下詔改稱獻王為皇考，并中止誥命。恰逢禮部尚書汪俊因爭議建廟之事離職，世宗特下旨任用席書接替。按照明朝慣例，禮部正副職官員須由翰林擔任。此事朝廷排斥異議更加厲害，席書的晋升又沒有朝廷官員推薦，於是朝臣交相上疏詆毀席書，甚至指責他此前賑災時沒有功績，并從中多有侵佔。席書也迫於壓力，多次推辭新的任命，并編《大禮考議》，請求派官員調查賑災的情況。世宗因此派遣中官、戶部侍郎、刑部侍郎、錦衣衛指揮前往調查，卻更加急切地催促席書入朝。席書在抵達德州時，朝臣已經在左順門外哭諫，被全部逮入詔獄。席書見狀后上疏稱：“議論禮儀的官員，名義上就是爭論。兩種主張相較，必定有一種是正確的。陛下選擇正確的，而對主張錯誤的不必過多計較。請求您寬恕他們的過失，使他們獲得改過自新機會。”世宗卻不予批准。
同年八月，席書入朝，世宗特加賞賜，過了一個月后集會朝臣大議，席書等上奏稱：
|  | 夏、商、周之法，父死子繼，兄死弟承，自從夏朝到漢朝兩千年，沒有立侄子為皇子的。漢成帝以自己的意願立定陶王，繞開并破壞了夏商周傳繼皇統的禮儀。宋仁宗立濮王之子，宋英宗即位后，始終不稱濮王為伯父。如今陛下出生在孝宗駕崩后兩年，沒有繼承武宗帝位，跨越了武宗在位的十六年上尊孝宗為皇考，這已經使原本的天理倫常大義破壞。您又未曾被立為皇子，與漢、宋兩朝的故事已經不同。自古天子無大宗、小宗之別，也沒有親生和繼嗣之分。《禮經》中記載的只是士大夫之禮，不適用于帝王。伯父子侄的關係是天經地義，不可改變。現在以伯為父，以父為叔，倫理脫離常規，這是非同一般的變動。 那得到夏、商、周傳繼皇統的大義，已經超出漢唐繼承皇嗣的私見。《祖訓》稱：朝廷沒有皇子，必定兄死弟繼。那麼繼位實際上市繼承皇統，而不是繼承血統。伯父自當成為皇伯考，父親自當稱為皇考，兄自當成為皇兄。如今陛下對與獻帝、章聖皇太后已除去了親生的稱呼，再交由臣等商議。臣席書、臣張璁、臣桂萼、臣方獻夫及文武眾臣都商議稱：世上沒有兩種道義，人沒有兩個本源。孝宗皇帝是伯父，應稱皇伯考。昭聖皇太后是伯父，應稱皇伯母。獻皇帝是父親，應稱皇考。章聖皇太后是母親，應稱聖母。武宗仍稱皇兄，莊肅皇后應稱皇嫂。更希望陛下遵孝宗仁聖的德行，顧念昭聖皇太后擁立輔佐的功績，對他們孝敬有加，始終不止，倫常和皇統就都有歸宿了。供奉神主而另立父廟，對於至親不應放棄祭祀，加封尊號而不入太廟，和正統沒有關係，尊崇皇統、親近父母兩者並不衝突。所以，完全遵循《祖訓》，的確符合聖人經典。聖上恢復夏商周以來數千年未曾明曉的典法禮儀，蕩除漢、宋兩朝中背離經典違背禮儀的陋習，這樣的事情不是聖人又有誰能夠做到呢。 |

此議上奏后，世宗隨即詔布告天下，尊稱遂定。然而，大禮議事后，朝廷內外諂媚乞求恩寵者紛至沓來。因罪革职的錦衣衛百戶隨全、光祿寺錄事錢子勛，迎合世宗旨意，请求迁與獻帝顯陵的棺木葬到天壽山。工部尚書趙璜等斥責這些謬論，世宗再次交由朝廷討論。席書等會同百官上疏道：“顯陵是先帝軀體魂靈埋葬之處，不可輕易擾動。過去高皇帝不遷祖陵，文皇帝不遷孝陵。隨全等是諂媚小人，妄自議論皇陵，應當交給法司查辦。”世宗答覆稱：“先帝陵墓太遠，朕日思夜想，不勝悲傷，希望再次詳細討論后報告。”席書又召集眾人討論，極力勸阻，於是此事中止。
席書認為大禮議事已了，應當有舉措滿足天下人期望，於是陳條革新改政的十二件事，得到世宗嘉獎。大同發生兵變，軍隊殺了巡撫張文錦，并燒毀了總兵官江桓的官印，而从狱中将以前将领朱振放出，令其代替江桓。世宗因此任命朱振，命禮部鑄造新的官印。席書主張反對，并請求討伐亂軍，與朝廷百官產生矛盾。當時執政的費宏、石珤、賈詠與席書交惡，席書於是極力舉薦楊一清、王守仁進入內閣，並且稱：“現在眾大臣都只有中庸之才，不足與之計天下大事。平定叛亂救濟時急，非王守仁不可。”世宗稱：“席書作為大臣，應當提出治國方略，共同救濟時難，為何以所謂中庸之才互相推諉。”最終王守仁仍然沒有得到起用。
嘉靖四年（1525年），光祿寺丞何淵請求建立宗廟，并在太廟祭祀獻皇帝。世宗命禮部官員集會討論，席書上奏：“《王制》稱：天子設立七廟，三座昭廟，三座穆廟。周代因為周文王、周武王有大功德而建立宗廟，并與後稷廟等一樣百世不遷移。我朝太祖建立四座祖廟，德祖在北，后改為同堂異室。討論遠祖廟就應以太祖廟仿效周文王宗廟，以明太宗廟仿效周武王宗廟。如今獻皇帝以藩王身份追封帝號，何淵就想等同於太祖、太宗，在太廟內建立宗廟，太沒有根據了。”世宗沒有答覆，不久，張璁特意上奏，極力稱不可，席書也三次上疏，持與張璁相同意見。世宗派內官到其家中說明己意，席書又秘密上疏懇切勸諫。世宗於是不高興，責怪其畏懼眾人，掩飾奸詐。於是命討論另立父廟，而宗廟之議最終停止。嘉靖五年，章聖太后要拜訪祖廟，禮官意見不合。席書因眼病在休假，其仍堅持上疏稱：
|  | 母后拜謁祖廟，是新出現之事，禮官確實無從依據，只有陛下能酌情裁決。並且祖廟已經建成，應當有赦免天下的典禮，所以請求讓全部因大禮議事件而被貶戍邊的眾臣都回京吧。這就是人們所稱的聚合全國歡心以祭祀先王，這也是天子的大孝之道啊。 |

世宗於是批准此議。席書因大禮議事而受到世宗親近倚重。大禮議事定后，加升太子太保。修撰《獻帝實錄》書成，晋少保。其所受到的恩重，其他諸位輔臣均不敢相望。當時席書已經得病不能上朝，於是屢次上疏乞求致仕，并舉薦羅欽順代替他的職位，世宗均慰言留任。之後席書病重，更加請求辭職，世宗遂詔加武英殿大學士，并賜其在京師的宮第。席書不久即卒，朝廷贈太傅，諡文襄，賜任其一子為尚寶丞。

## 個性
席書遇事果斷敢為，但性情頗為剛愎。最初，長沙人李鑑為賊，長沙府知府宋卿判其為死罪。席書正巡撫湖廣，舉發宋卿貪污徇私，并趁機彈劾其故意加重罪于李鑑。世宗派遣大臣調查，發現事實與席書所稱不符。然而當時席書已經被重用，於是仍然命逮捕李鑑入京師再訊。席書遂稱是因為自己在大禮議中得罪眾臣，所以刑部官員故意加罪李鑑，請求為其昭雪。最後三法司調查，稱並無異詞，世宗僅僅減免李鑑死罪，改為戍邊。此外，他在庇護陳洸、排擠費宏等事上，均恣意徇私行事，多為時論所斥責。

## 家族
曾祖席思恭；祖席瑄；父席祖憲；母吳氏。

## 書目
- 《明史》
- 《遂宁县志》
- 胡传淮.《明代蜀中望族：蓬溪席家》.北京: 中国文史出版社.2013.

| 官衔        | 官衔                       | 官衔          |
| ----------- | -------------------------- | ------------- |
| 前任： 汪俊 | 明朝禮部尚書 1524年-1527年 | 繼任： 羅欽順 |